# Любомир Луговий
Любомир Луговий (словац. Ľubomír Luhový, нар. 31 березня 1967, Братислава) — чехословацький та словацький футболіст, що грав на позиції нападника. По завершенні ігрової кар'єри — футбольний тренер.
Виступав, зокрема, за клуби «Інтер» (Братислава) та ГАК (Грац), а також національні збірні Чехословаччини і Словаччини.

## Клубна кар'єра
У дорослому футболі дебютував 1985 року виступами за команду «Пухов», в якій того року взяв участь у 12 матчах чемпіонату.
Згодом виступав у вищий лізі Чехословаччини за клуби «Інтер» (Братислава) та «Дукла», причому з братиславцями Любомир у сезоні 1989/90 з 20 голами став найкращим бомбардиром чемпіонату Чехословаччини, потіснивши свого брата Мілана, який ставав найкращим бомбардиром у два попередні сезони.
Влітку 1990 року перейшов до французького «Мартіга» з Дивізіону 2, де провів два сезони, забивши 33 голи, після чого повернувся в «Інтер» (Братислава), за який (з невеликою перервою на виступи за японський «Урава Ред Даймондс» у 1994 році) грав до кінця сезону 1996/97. З братиславцями у 1995 році виграв Кубок Словаччини.
У сезоні 1997/98 виступав за «Спартак» (Трнава) і став найкращим бомбардиром чемпіонату Словаччини з 17 голами, після чого перейшов в австрійський ГАК (Грац), де провів два сезони.
Завершив професійну ігрову кар'єру у клубі «Артмедія» (Братислава), за яку виступав протягом сезону 2000/01 років.

## Виступи за збірні
4 квітня 1990 року дебютував в офіційних матчах у складі національної збірної Чехословаччини в товариській грі проти збірної Єгипту. 28 квітня 1993 року зіграв свій другий і останній матч за чехословацьку збірну у відборі до ЧС-1994 проти Уельсу. В підсумку збірна Чехословаччини не змогла пробитись на турнір і того ж року припинила своє існування.
З 1995 року став виступати за новостворену національну збірну Словаччини, у складі якої провів 9 матчів.

## Кар'єра тренера
Після закінчення кар'єри гравця він працював спортивним коментатором.
Розпочав тренерську кар'єру 2006 року, очоливши тренерський штаб нижчолігового клубу «Іскра» (Петржалка), де працював до 2009 року.
На початку 2010 року став головним тренером відновленого «Інтера» (Братислава), що став виступати у шостому за рівнем дивізіоні Словаччини, проте в серпні того ж року очолив «Тржинець» з Другої ліги. Він працював головним тренером до в квітня 2012 року, після чого пішов з посади, однак залишився в клубі в новій ролі, як спортивний директор.
Того ж 2012 року недовго тренував «Петржалку», після чого наступного року очолив клуб «Габчиково», з яким за підсумками сезону 2013/14 зміг вийти з четвертого до третього дивізіону. У 2015 році покинув клуб.

## Досягнення
- Володар Кубка Словаччини (1): 1994/95
- Найкращий бомбардир чемпіонату Чехословаччини (1): 1989/90 (20 голів)
- Найкращий бомбардир чемпіонату Словаччини (1): 1997/98 (17 голів)